# Luna de plata
Luna de Plata se titula el cuarto álbum de estudio de la cantante venezolana Kiara. Producido por Christian De Walden bajo el sello discográfico Sonorodven publicado en 1995. Los temas más importantes de este cuarto disco de estudio fueron: "Luna de plata", "Nadie como tú" y "La Chanson D' Amour (La canción de Amor)".
El disco Luna de Plata fue dirigido por el conocido productor musical de origen italiano Christian de Walden, productor también de discos para Paulina Rubio, Marta Sánchez o Alejandra Guzmán entre otras. Fue grabado en Los Ángeles (California) en el famoso estudio de grabación "Flamingo Cafe Recording Studios".
El primer sencillo extraído de este álbum fue "Luna de Plata" que ocupó las primeras posiciones dentro de los conteos radiales en Venezuela y parte de Latinoamérica, lo cual llevó a Kiara a realizar presentaciones por varias partes del mundo. El desempeño de esta canción fue bastante importante para la artista dándole reconocimiento internacional (“Luna De Plata” by Kiara 1995, #26 Billboard Hot Latin Tracks), convirtiendo a "Luna de Plata" en una de las canciones más importantes de la artista. Debido a la letra de la canción, en distintas presentaciones en vivo, la artista dedica este tema, al colectivo LGTB.
El segundo tema promocional de este álbum fue "Nadie como tu" que permitió la permanencia de la artista dentro de la radio, ocupando buenas posiciones dentro de los conteos. "Hey, Hey ( a dúo con Edna Rocío) fue escogido como tercer promocional del disco. "La Chanson d'Amour (La Canción de Amor)" y la balada "Tócame" fueron el cuarto y quinto promocional, que mantuvieron a la artista de gira por cerca de 2 años consecutivos.

## Datos del álbum
- Producción: Christian De Walden por Zig Zag Producciones - USA
- Arreglo y Coproducción: Max Di Carlo, Christian De Walden y Ralf Stemmann
- Grabado en el "Flamingo Cafe Recording Studios", Studio City, CA
- Mezclado en el Enterprise Studios, North Hollywood, CA
- Hecho y distribuido por Inversiones Rodven

## Canciones
| N.º | Nombre | Duración |
| --- | --- | -------- |
| 1   | "Cálido" Escritor(es): Sara Pickett, Carlos Toro Montoro, Max di Carlo Productor(es):Christian De Walden                                                   | 3:50     |
| 2   | "Mujer Fatal" Escritor(es): Max Di Carlo, Christian De Walden, Carlos Toro Montoro Productor(es): Christian De Walden                                      | 3:52     |
| 3   | "Tócame" Escritor(es): Steve Singer, Sunny Hilden, Peter Van Asten Productor(es): Christian De Walden                                                      | 4:00     |
| 4   | "Nadie como tú" Escritor(es): Max Di Carlo, Christian De Walden, Carlos Toro Montoro Productor(es): Christian De Walden                                    | 4:04     |
| 5   | "La Chanson D' Amour (La canción de amor)" Escritor(es): Max Di Carlo, Christian De Walden, Carlos Toro Montoro Productor(es): Christian De Walden         | 4:29     |
| 6   | "Hey, Hey (Featuring Edna Rocio)" Escritor(es): Lisa Nemzo, Carlos Toro Montoro Productor(es): Christian De Walden                                         | 3:39     |
| 7   | "Luna de plata (My One And Only)" Escritor(es): Steve Singer, Lisa Catherine Cohen, Alides Hidding, Carlos Toro Montoro Productor(es): Christian De Walden | 3:54     |
| 8   | "Ella también me habló" Escritor(es): Steve Singer, Alides Hidding, Carlos Toro Montoro Productor(es): Christian De Walden                                 | 4:09     |
| 9   | "Mil voces" Escritor(es): Jeanette Freant, Carlos Toro Montoro Productor(es): Christian De Walden                                                          | 4:13     |
| 10  | "Se me ha olvidado perdonar" Escritor(es): Steve Singer, Leslie Oren, Carlos Toro Montoro Productor(es): Christian De Walden                               | 4:12     |
| 11  | "No" Escritor(es): Max Di Carlo, Christian De Walden, Carlos Toro Montoro Productor(es): Christian De Walden                                               | 4:09     |